# Resolució 2199 del Consell de Seguretat de les Nacions Unides
La Resolució 2199 del Consell de Seguretat de les Nacions Unides fou adoptada per unanimitat el 12 de febrer de 2015 per combatre el terrorisme. Redactada per Rússia, les seves disposicions d'obligat compliment donen als quinze estats del Consell de Seguretat de les Nacions Unides autoritat per fer complir les decisions amb les sancions econòmiques. La resolució, en particular, va destacar "la necessitat de combatre per tots els mitjans, de conformitat amb laCarta de les Nacions Unides i el dret internacional [. ..] amenaces a la pau internacional i seguretat provocades per actes terroristes".

## Provisions
La resolució 2199 ressalta diverses mesures financeres per combatre el terrorisme, com la congelació d'actius i el tancament de totes les fonts financeres de terrorisme, com el narcotràfic i extracció de recursos naturals pels terroristes. La resolució també va assenyalar que les disposicions de la Resolució 2161 prohibeixen incondicionalment el pagament del rescat a grups terroristes a canvi d'ostatges.
La resolució també va condemnar la destrucció de patrimoni per part d'Estat Islàmic i el Front Al-Nusra.
En virtut de la resolució 2199, els Estats membres de l'ONU havien d'informar en el termini de 120 dies al Comitè de Sancions d'Al Qaeda sobre el compliment de la resolució. La resolució també va demanar als cossos antiterroristes de les Nacions Unides que supervisessin el progrés en la implementació del document.